# Ribeirão Pimenta
Ribeirão Pimenta (Ribeirão da Serra) är ett vattendrag i Brasilien.   Det ligger i delstaten São Paulo, i den sydöstra delen av landet, 800 km söder om huvudstaden Brasília.
Omgivningarna runt Ribeirão Pimenta är huvudsakligen savann. Runt Ribeirão Pimenta är det ganska tätbefolkat, med 90 invånare per kvadratkilometer.